# Alan Merrill
Alan Merril (Allan Preston Sachs) (El Bronx, Nueva York, 19 de febrero de 1951-Ib., 29 de marzo de 2020) fue un vocalista, guitarrista y compositor estadounidense. A principios de la década de 1970, Merrill fue el primer occidental que consiguió el estatus de estrella del Pop en Japón. Es el cantante principal y coautor de la primera versión jamás lanzada de la canción I Love Rock 'N Roll, de The Arrows, en 1975.

## Instrumentos
Fue multinstrumentista, más conocido por su habilidad como cantante. Fue un vocalista que también tocó la guitarra, el bajo, la armónica y el teclado.

## Primeros años
Alan Merrill era hijo de dos músicos de Jazz, la cantante Helen Merrill, y el saxofonista/clarinetista Aaron Sachs.
Los primeros pasos de su carrera los dio a mediados de su adolescencia, cuando empezó a tocar en el "Cafe Wha?" de Greenwich Village con las bandas The Kaleidoscope, The Rayne, y Watertower West. Los grupos tocaron en el club durante el período de 1966 a 1968.

## Carrera profesional en Japón
En 1968, Merrill audicionó para la neoyorkina banda The Left Banke. La audición tuvo éxito, pero la banda se disolvió. Poco después, se fue a vivir a Japón, y allí empezó su carrera profesional con la banda The Lead, con RCA Victor Records. La banda tuvo un hit, el sencillo Aoi Bara (Rosa Azul), pero el proyecto pronto fue abandonado cuando deportaron a dos miembros estadounidenses del grupo.
En 1969 Merrill firmó un acuerdo de gestión en solitario con Watanabe Productions, quienes contrataron para él a Atlantic Records, y cambiaron su apellido profesional de Sachs a Merrill. 
Grabó un álbum con Atlantic, Alone In Tokyo, que le proporcionó un hit, Namida (Lágrimas), y se convirtió en el primer extranjero considerado estrella del pop en el Japanese Group Sounds.
Merrill actuó en la popular telenovela Jikan Desu Yo, y tenía su propia sección en Young 720, un programa matinal para adolescentes de la TBS. También fue la imagen principal en los anuncios de coches Nissan, Ropa Jun y Vaqueros GT, como modelo.
En 1971 lanzó un LP de sus propias composiciones titulado Merrill 1, en Japón para Denon/Columbia (una compañía no afiliada al sello Columbia Records fuera de Japón.) 
Entonces formó la banda Vodka Collins, que se convirtió en el mayor símbolo del Glam rock japonés. La banda incluía a las superestrellas japonesas Hiroshi "Monsieur" Kamayatsu e Hiroshi Oguchi. Vodka Collins grabó un LP en 1972-1973 titulado Tokyo-New York, con el sello EMI Toshiba, que aún está disponible en reediciones en CD.

## Carrera profesional en Londres
En 1974 en Londres Alan Merrill formó la banda The Arrows, como cantante principal y bajista, con el baterista Paul Varley y el guitarrista Jake Hooker. Peter Meaden fue el primer mánager de The Arrows, pero más tarde firmaron con la productora de Mickie most, RAK Records. En marzo de 1974 The Arrows estaban entre las 10 canciones más exitosas de las listas del Reino Unido con el tema Touch Too Much. The Arrows se convirtió en una banda popular entre los adolescentes, y una vez más Merrill se había colado en el mercado adolescente, del que tanto le costó salir en Japón. 
The Arrows cosechó otro éxito con su sencillo My Last Night With You que estuvo entre los 30 mayores éxitos del Reino Unido en 1975, pero el lanzamiento del sencillo no fue bien promocionado debido al declive profesional que su productor Mickie Most estaba atravesando en ese momento.
Hicieron un sencillo más, uno que pasaría a la historia I Love Rock 'n' Roll (1975), que empezó siendo relegada a cara B del sencillo Broken Down Heart, de 45 rpm. La canción I Love Rock 'N Roll fue compuesta por Alan Merrill y su compañero Jake Hooker, guitarrista de The Arrows. La grabación adquirió posteriormente el estatus de cara A, y la banda actuó una única vez en televisión interpretando la canción. La productora del programa, Muriel Young, quedó tan impresionada con The Arrows que lo arregló con Granada ITV para que tuvieran su propia serie de televisión. The Arrows tuvieron su propia serie semanal, Arrows, en 1976, asumiendo el espacio de the Bay City Rollers Granada TV series Shang-a-Lang. 
La banda firmó con MAM Management. Su productor Mickie Most estaba tan enfadado con ellos por firmar el acuerdo de gestión, que prometió no lanzar ningún disco de The Arrows. Y así es como aprobó que tuvieran su programa de televisión, y ningún lanzamiento musical durante la duración de éste. Sus índices de audiencia eran tan buenos que consiguieron un segundo programa semanal, pero no lanzaron nuevas grabaciones. The Arrows se disolvieron poco después de acabar la segunda serie. 
En 1977, Merrill se casó con la modelo Cathee Dahmen, y formó un nuevo grupo, el roquero Runner, con Steve Gould (Rare Bird), Mick Feat (Van Morrison Band), y Dave Dowle (Whitesnake). El álbum de Runner estuvo entre las 100 canciones más exitosas en Estados Unidos.

## Carrera profesional en la madurez
En 1980 Alan Merrill unió fuerzas con Rick Derringer como vocalistas/guitarristas en la ciudad de Nueva York. Grabaron dos álbumes, Good Dirty Fun, y Rick Derringer and Friends, y una película, The Rick Derringer Rock Spectacular. 
En 1982 Joan Jett versionó la canción I Love Rock 'N Roll, de The Arrows, y fue el número uno de las listas de éxitos en Estados Unidos durante 8 semanas. Lou Rawls grabó la canción When The Night Comes, de Alan Merrill, como canción principal de su álbum de 1983 con Epic Records. La versión de Rawls de la canción fue llevada al espacio por el astronauta Guion Bluford, la primera música trasladada y reproducida en el espacio exterior.
En 1983 Merrill grabó un álbum en solitario para Polydor Records, titulado simplemente Alan Merrill, una colección de pistas de su propia autoría. Algunos amigos que contribuyeron a esta grabación fueron Steve Winwood, Mick Taylor y Dallas Taylor. Fue lanzado en 1985 y aclamado por la crítica, aunque no fue un éxito en las listas. 
En 1986 Alan Merrill se unió a la banda de Meat Loaf para la gira promocional de su álbum Blind Before I Stop, y allí permaneció durante años, grabando el álbum en directo de Meat Loaf de 1987 en Wembley para Arista Records.
En 1989 le ofrecieron un papel para la serie de televisión Encyclopedia Brown en HBO, y formó parte del éxito de la serie por su papel como personaje principal Casey Sparkz.
En 1990, se organizó una gira de reagrupación de Vodka Collins. La banda estuvo de gira por Japón, y grabó el primero de una serie de álbumes de la reagrupación, Chemical Reaction.
En Nueva York, empezando con un tributo a Don Covay, Merrill comenzó a trabajar con el productor de R&B Jon Tiven. Éste encabezó los álbumes Yes I Ram y Blue Guru a mediados de la década de 1990, interpretando Alan Merrill la voz principal. Hay muchas grandes versiones del material R&B de esos dos álbumes.

## Actividad reciente
En los últimos años, Alan Merrill lanzó los álbumes en solitario Never Pet A Burning Dog (1998), Cupid Deranged (2002), A Merrilly Christmas(2001), Double Shot Rocks (2003) - un tributo a los compositores Otis Blackwell y Arthur Alexander -, Aleecat (2004), At The Candy Shop (2006), Rive Gauche (2007) - un tributo a The Left Banke -. 
El reeditado Alone In Tokyo, el EP single Hard Road, y un álbum en concierto, The Aleecat, live in Japan, todos lanzados en 2008. Los nuevos álbumes de Alan Merrill titulados The Face Of 69 (2010) Numbers (2011) y  "Snakes and Ladders" (2012) han sido recientemente publicados.
Alan Merrill realizaba conciertos en solitario internacionalmente, con bandas instrumentales y actuaciones acústicas en solitario. 
Falleció en Nueva York el 29 de marzo de 2020, víctima de la enfermedad COVID-19, causada por el coronavirus SARS-CoV-2.